# Награда „Перо Ћамила Сијарића”
Награда „Перо Ћамила Сијарића” је највећa националнa наградa санџачких Бошњака у области књижевности. Названа је у част Ћамила Сијарића, писца чије је књижевно дело постало синоним Санџака. Награду додељује Бошњачко национално вијеће. Установљена је и први пут је додељена 27. јуна 2006. године књижевнику Фаруку Диздаревићу. Једна је од четири националне награде које је установило Бошњачко национално вијеће, а којим жели да афирмише и подстакне укупно стваралаштво санџачких Бошњака. Добитницима се свечано уручује сваке године 20. новембра, поводом Дана Санџака, у оквиру манифестације Санџачки књижевни сусрети.

## Добитници
- 2006 — Фарук Диздаревић
- 2007 — Зувдија Хоџић
- 2008 — Синан Гуџевић
- 2010 — Заим Аземовић и Асмир Кујовић
- 2011 — Фарук Диздаревић, за књигу есеја „Ћамил гора разговора” и Ибрахим Хаџић, за збирку песама „Хора”[5]
- 2012 — Сафет Сијарић[7]
- 2013 — Фатима Муминовић-Пелесић, за свеукупни књижевно-публицистички, есејистички, научно-педагошки, и рад на афирмацији босанског језика и културе у Санџаку[8]
- 2014 — Фехим Кајевић
- 2015 — Рефик Личина за укупни књижевни, есејистички, преводилачки и рад на европској афирмацији босанскога језика, Бошњака и Санџака[9]
- 2016 — Фаиз Софтић[10]
- 2017 — Мурат Балтић, за развој бошњачког романа и укупног књижевног стваралаштва Санџака[11]
- 2018 — Сафет Хадровић, за целокупно књижевно-уметничко стваралаштво[12]
- 2019 — Реџеп Нуровић и Хајро Икић, писци за децу из Новог Пазара[13]
- 2022 — Маруф Фетаховић, за целокупно дело[4]
- 2023 — Бајрам Реџепагић, за укупни допринос развоју бошњачког романа[14]